# Pseudalmenus myrsilus
Pseudalmenus myrsilus är en fjärilsart som beskrevs av John Obadiah Westwood 1851. Pseudalmenus myrsilus ingår i släktet Pseudalmenus och familjen juvelvingar. Inga underarter finns listade i Catalogue of Life.